# Campeonato Uruguayo de Primera División 1903
El Campeonato Uruguayo 1903 constituyó el cuarto torneo de Primera División del fútbol uruguayo organizado por The Uruguay Association Football League (actual Asociación Uruguaya de Fútbol).
El torneo consistió en un campeonato a dos ruedas de todos contra todos. En él participaron 7 equipos, entre los cuales saldría victorioso el Club Nacional de Football. Esta sería su segunda conquista a nivel nacional y también la segunda en forma consecutiva.
Con respecto a la edición anterior, el torneo contó con la incorporación del Montevideo Wanderers, una escisión surgida del Albión.

## Equipos participantes

### Datos de los equipos
| Club                 | Ciudad     | Estadio                | Capacidad | Fundación                | Temporadas | Temporadas Consecutivas | Títulos | 1902 |
| -------------------- | ---------- | ---------------------- | --------- | ------------------------ | ---------- | ----------------------- | ------- | ---- |
| Albion               | Montevideo | Field del Albion       | 5.000     | 1 de junio de 1891       | 3          | 3                       | -       | 5°   |
| CURCC                | Montevideo | Field de Villa Peñarol | 3.870     | 28 de septiembre de 1891 | 3          | 3                       | 2       | 2°   |
| Deutscher            | Montevideo | Gran Parque Central    | 7.000     | 23 de mayo de 1897       | 3          | 3                       | -       | 3°   |
| Nacional             | Montevideo | Gran Parque Central    | 7.000     | 14 de mayo de 1899       | 2          | 2                       | 1       | 1°   |
| Triunfo              | Montevideo | Field del Reducto      |           | 1900                     | 1          | 1                       | -       | 6°   |
| Uruguay Athletic     | Montevideo | Punta Carretas         |           | 10 de agosto de 1898     | 3          | 3                       | -       | 4°   |
| Montevideo Wanderers | Montevideo | Camino Millán          |           | 15 de agosto de 1902     | -          | -                       | -       | -    |

Notas: Los datos estadísticos corresponden a los campeonatos uruguayos oficiales. Las fechas de fundación son las declaradas por cada club. La columna «Estadio» refleja el estadio donde el equipo más veces juega de local, pero no indica que sea su propietario. Véase también: Estadios de fútbol de Uruguay.

## Desarrollo
Luego de disputadas ambas rondas de ida y vuelta, a excepción de un encuentro entre Wanderers y Triunfo que nunca se disputó, empataron en la primera posición Nacional y el CURCC. Por ello se debió proceder a disputar un encuentro desempate, pero la inminente guerra civil que se avecinaba en el Uruguay pospuso la definición hasta el año siguiente, año en el cual por esa misma razón, no hubo campeonato uruguayo.

## Tabla de posiciones
|  | POS | EQUIPOS              |  | PJ | PG | PE | PP | GF | GC | DIF | PTS |
|  | --- | -------------------- |  | -- | -- | -- | -- | -- | -- | --- | --- |
|  | 1   | CURCC                |  | 12 | 10 | 2  | 0  | 52 | 3  | +49 | 22  |
|  | 1   | Nacional             |  | 12 | 10 | 2  | 0  | 24 | 1  | +23 | 22  |
|  | 3   | Deutscher            |  | 12 | 4  | 2  | 6  | 18 | 17 | +1  | 10  |
|  | 4   | Montevideo Wanderers |  | 11 | 4  | 1  | 6  | 20 | 24 | -4  | 9   |
|  | 5   | Albion               |  | 12 | 2  | 3  | 7  | 14 | 37 | -23 | 7   |
|  | 6   | Triunfo              |  | 11 | 2  | 3  | 6  | 9  | 33 | -24 | 7   |
|  | 7   | Uruguay Athletic     |  | 12 | 2  | 1  | 9  | 6  | 28 | -22 | 5   |

|  | A Final desempate. |

### Final
Sin embargo, la final entre ambas escuadras se fijó para el 28 de agosto de 1904, a pesar de encontrarse el país en plena guerra civil, perjudicando notoriamente a Nacional, ya que parte de su plantel debió huir a Buenos Aires para escapar de la leva forzosa, en especial sus estrellas, los hermanos Céspedes que se encontraban jugando en Argentina, mientras otros jugadores estaban enrolados en las filas de Aparicio Saravia. Por contrario, los jugadores del CURCC estaban desafectados del servicio militar ya que eran predominantemente extranjeros, así como por su condición de ferrocarrileros, pues sus servicios eran prioritarios en el marco del conflicto armado.
Finalmente, Nacional pidió al Presidente de la República, José Batlle y Ordóñez, una amnistía para los futbolistas exiliados logrando que éstos se vieran exentos de participar en la guerra civil y pudieran participar del match final en el field del club Albion.
| Anotado · Anotado |  | Bolívar Céspedes |  |
| Anotado           |  | Carlos Céspedes  |  |

| Anotado |  | Aniceto Camacho |  |
| Anotado |  | Eugenio Mañana  |  |

| Anotado · Anotado |  | Bolívar Céspedes |  |
| Anotado           |  | Carlos Céspedes  |  |

| Anotado |  | Aniceto Camacho |  |
| Anotado |  | Eugenio Mañana  |  |

|                                            |
| Uruguay                                    |
| Campeón Uruguayo 1903 Nacional 2.do título |